# Ethos (supermarket)
Ethos este un lanț de supermarketuri din România, înființat în anul 2001.
În septembrie 2008 Ethos opera 20 de magazine, dintre care 12 erau situate în București.
Compania a fost înființată și este deținută de familia Soloman.
În anul 2008, Ethos a avut vânzări de 33 de milioane de euro